# Skeleton-Weltcup 1995/96
Der Skeleton-Weltcup 1995/96 war eine zwischen dem 15. Januar und dem 23. Februar 1996 von der FIBT veranstaltete Wettkampfserie im Skeleton. Saisonhöhepunkt waren die Weltmeisterschaften im kanadischen Calgary. Letztmalig wurde der Skeleton-Weltcup nur für Männer ausgetragen, den der Kanadier Ryan Davenport gewann.

## Ergebnis-Übersicht
| 1. Weltcup in Altenberg, 14. Januar 1996 | 1. Weltcup in Altenberg, 14. Januar 1996 | 1. Weltcup in Altenberg, 14. Januar 1996 | 1. Weltcup in Altenberg, 14. Januar 1996 | 1. Weltcup in Altenberg, 14. Januar 1996 |
| ---------------------------------------- | ---------------------------------------- | ---------------------------------------- | ---------------------------------------- | ---------------------------------------- |
| Disziplin                                | Erster Platz                             | Zweiter Platz                            | Dritter Platz                            |                                          |
| Männer                                   | Ryan Davenport                           | Willi Schneider                          | Michael Grünberger                       |                                          |

| 2. Weltcup in La Plagne, 20. Januar 1996 | 2. Weltcup in La Plagne, 20. Januar 1996 | 2. Weltcup in La Plagne, 20. Januar 1996 | 2. Weltcup in La Plagne, 20. Januar 1996 | 2. Weltcup in La Plagne, 20. Januar 1996 |
| ---------------------------------------- | ---------------------------------------- | ---------------------------------------- | ---------------------------------------- | ---------------------------------------- |
| Disziplin                                | Erster Platz                             | Zweiter Platz                            | Dritter Platz                            |                                          |
| Männer                                   | Ryan Davenport                           | Michael Grünberger                       | Christian Auer                           |                                          |

| 3. Weltcup in Winterberg, 27. Januar 1996 | 3. Weltcup in Winterberg, 27. Januar 1996 | 3. Weltcup in Winterberg, 27. Januar 1996 | 3. Weltcup in Winterberg, 27. Januar 1996 | 3. Weltcup in Winterberg, 27. Januar 1996 |
| ----------------------------------------- | ----------------------------------------- | ----------------------------------------- | ----------------------------------------- | ----------------------------------------- |
| Disziplin                                 | Erster Platz                              | Zweiter Platz                             | Dritter Platz                             |                                           |
| Männer                                    | Alexander Müller                          | Willi Schneider                           | Ryan Davenport                            |                                           |

| 4. Weltcup in Lake Placid, 23. Februar 1996 | 4. Weltcup in Lake Placid, 23. Februar 1996 | 4. Weltcup in Lake Placid, 23. Februar 1996 | 4. Weltcup in Lake Placid, 23. Februar 1996 | 4. Weltcup in Lake Placid, 23. Februar 1996 |
| ------------------------------------------- | ------------------------------------------- | ------------------------------------------- | ------------------------------------------- | ------------------------------------------- |
| Disziplin                                   | Erster Platz                                | Zweiter Platz                               | Dritter Platz                               |                                             |
| Männer                                      | Christian Auer                              | Orvie Garrett                               | Ryan Davenport                              |                                             |

| Weltmeisterschaften in Calgary, | Weltmeisterschaften in Calgary, | Weltmeisterschaften in Calgary, | Weltmeisterschaften in Calgary, | Weltmeisterschaften in Calgary, |
| ------------------------------- | ------------------------------- | ------------------------------- | ------------------------------- | ------------------------------- |

## Gesamtwertung

### Männer
Bei den Männern erhielten die 42 besten Piloten je nach Platzierung Weltcuppunkte. Die Punkteverteilung sah folgendermaßen aus:
Alle vier Weltcup-Rennen fanden in einem Zeitraum von knapp sechs Wochen statt, wobei nach dem letzten Weltcup in Europa in Winterberg zunächst noch die Weltmeisterschaft in Calgary stattfand, bevor die Saison in Lake Placid ihren Abschluss fand. Insgesamt nahmen 72 Athleten aus 16 Nationen teil. Speziell bei den drei Weltcups in Europa gingen jeweils weit über 40 Skeletonis an den Start, währenddessen der Weltcup in Übersee nur noch mäßiges Interesse fand. Letztlich war es das Jahr des Kanadiers Ryan Davenport, der nach dem Weltmeistertitel in Calgary anschließend auch den Gesamtweltcup in Lake Placid zum ersten Mal gewinnen konnte. Davenport gewann die ersten beiden Weltcup-Wettbewerbe und hatte vor allem in Ex-Weltmeister Michael Grünberger seinen schärfsten Konkurrenten. Darüber hinaus konnte sich erstmals der Deutsche Willi Schneider ins Szene setzen, da er lange um einen Podestplatz mitfuhr. Letztlich gewann Davenport recht souverän vor Grünberger und dem fünffachen Gesamtweltcupsieger Christian Auer.
| Rang | Athlet                 | ALT | LAP | WIB | LPC | Punkte |
| ---- | ---------------------- | --- | --- | --- | --- | ------ |
| 01   | Ryan Davenport         | 1   | 1   | 3   | 3   | 170    |
| 02   | Michael Grünberger     | 3   | 2   | 4   | 5   | 159    |
| 03   | Christian Auer         | 8   | 3   | 6   | 1   | 157    |
| 04   | Willi Schneider        | 2   | 8   | 2   | 7   | 155    |
| 05   | Franz Plangger         | 4   | 4   | 12  | 9   | 143    |
| 06   | Urs Vescoli            | 13  | 6   | 11  | 10  | 132    |
| 07   | Chris Soule            | 12  | 5   | 24  | 8   | 123    |
| 08   | Jim Shea               | 11  | 15  | 21  | 4   | 121    |
| 09   | Felix Poletti          | 24  | 7   | 5   | 17  | 119    |
| 10   | Stevie Brügger         | 15  | 14  | 19  | 10  | 114    |
| 11   | Andy Böhme             | 19  | 24  | 10  | 14  | 105    |
| 12   | Alexander Müller       | 5   | 25  | 1   | –   | 101    |
| 13   | Pavel Lubas            | 7   | 12  | 16  | –   | 94     |
| 14   | Roch Rochester         | 29  | 22  | 18  | 16  | 87     |
| 15   | Tim Hathaway           | 18  | 19  | 30  | 18  | 87     |
| 16   | Jürg Wenger            | 6   | 29  | 9   | –   | 85     |
| 17   | Clay Roark             | 17  | 13  | 15  | –   | 84     |
| 18   | Nico Baracchi          | –   | 26  | 12  | 12  | 79     |
| 19   | Kazuhiro Koshi         | 9   | 32  | 14  | –   | 74     |
| 20   | Rob Watson             | 23  | 35  | 20  | 20  | 74     |
| 21   | Jim Torrico            | 32  | 18  | –   | 6   | 73     |
| 22   | Greg Hagaman           | 20  | 10  | 27  | DSQ | 72     |
| 23   | Renato Bussola         | 25  | 27  | 7   | –   | 70     |
| 24   | Marco Filippin         | 10  | DSQ | 8   | –   | 68     |
| 25   | Scott McBride          | 22  | 16  | 25  | –   | 66     |
| 26   | Philippe Cavoret       | 26  | 30  | 31  | 19  | 66     |
| 27   | Peter Meyer            | 14  | 31  | 23  | –   | 61     |
| 28   | Dennis Clerkin         | 21  | 9   | –   | –   | 56     |
| 29   | David Duverney         | 35  | 21  | 41  | 23  | 52     |
| 30   | Jeff Pain              | 33  | 28  | 17  | –   | 52     |
| 31   | Orvie Garrett          | –   | –   | –   | 2   | 42     |
| 32   | Marek Jiricko          | 31  | 33  | 29  | –   | 36     |
| 34   | Ray Langefeld          | 43  | 20  | 32  | –   | 34     |
| 34   | Eric Perrierre         | –   | 11  | –   | –   | 32     |
| 35   | Hubert Lageder         | 37  | 38  | –   | 22  | 32     |
| 36   | Danny Bryant           | –   | –   | –   | 13  | 30     |
| 37   | Christian Steger       | –   | –   | –   | 15  | 28     |
| 38   | Mario Guggenberger     | 15  | –   | –   | –   | 28     |
| 39   | Sid Lawrence           | 39  | 43  | 36  | 26  | 28     |
| 40   | Martin Rettl           | –   | 17  | –   | –   | 26     |
| 41   | Nigel McDonald         | –   | 42  | 39  | 24  | 24     |
| 42   | Mathias Abendthum      | –   | –   | –   | 21  | 22     |
| 43   | Roland Hochfilzer      | –   | –   | 22  | –   | 21     |
| 44   | Jacques Duc            | –   | 23  | –   | –   | 20     |
| 45   | Jean Riendeau          | –   | 49  | 43  | 25  | 18     |
| 46   | Ernst Lisson           | –   | –   | 26  | –   | 17     |
| 47   | Paolo Farina           | –   | 34  | 35  | –   | 17     |
| 48   | Ted Williamson         | –   | –   | –   | 27  | 16     |
| 49   | Michael Schunder       | 27  | –   | –   | –   | 16     |
| 50   | Luis Carrasco          | –   | –   | –   | 28  | 15     |
| 51   | Kristan Bromley        | –   | –   | 28  | –   | 15     |
| 51   | Jan Voitel             | 28  | –   | –   | –   | 15     |
| 53   | Jaime Tapia            | –   | –   | –   | 29  | 14     |
| 54   | Josef Chuchla          | 36  | 37  | 42  | –   | 14     |
| 55   | Philipp Rupp           | 30  | –   | –   | –   | 13     |
| 56   | Havard Engelien        | –   | 39  | 34  | –   | 13     |
| 57   | Sylvan Kobelt          | 34  | 40  | –   | –   | 12     |
| 58   | Jürg Geiser            | –   | –   | 33  | –   | 10     |
| 59   | Yves Boyer             | –   | 36  | –   | –   | 7      |
| 60   | Arthur Schlechtleitner | 41  | 41  | 40  | –   | 7      |
| 61   | Michael Griessbach     | 38  | –   | –   | –   | 5      |
| 61   | Terje Scheie           | –   | 47  | 38  | –   | 5      |
| 63   | Sebastian Ellecosta    | 40  | –   | –   | –   | 3      |
| 64   | Angus McGowan          | 42  | –   | 45  | –   | 1      |
| −    | Gian Marco Bianchi     | –   | 44  | –   | –   | 0      |
| −    | Martin Burkhard        | –   | 50  | 44  | –   | 0      |
| −    | Stéphane Gonthier      | –   | 45  | –   | –   | 0      |
| −    | Jiri Havlik            | 44  | –   | –   | –   | 0      |
| −    | Gavin Irvin            | –   | –   | 46  | –   | 0      |
| −    | Jeff Johnson           | –   | 46  | 37  | –   | 0      |
| −    | Milan Pospisil         | 45  | 51  | 47  | –   | 0      |
| −    | Emanuel Zampori        | –   | 48  | –   | –   | 0      |